# Zgromadzenie Narodowe (Seszele)
Zgromadzenie Narodowe (ang. National Assembly) – jednoizbowy parlament Seszeli, główny organ władzy ustawodawczej w tym kraju. Składa się z 34 członków powoływanych na pięcioletnią kadencję. Ustalanie składu parlamentu jest dwuetapowe. Najpierw przeprowadza się w wybory bezpośrednio w 25 jednomandatowych okręgach wyborczych, stosując ordynację większościową. Następnie sumuje się głosy oddane we wszystkich okręgach i oblicza się, jak duże poparcie uzyskało każde z ugrupowań. W oparciu o to kryterium rozdziela się między partie pozostałe dziewięć mandatów, opierając się na zasadzie, iż za każde 10% poparcia partia powinna otrzymać jeden dodatkowy mandat. Partie mogą swobodnie wskazać osoby, które obejmą tak uzyskane mandaty. 
Zarówno czynne, jak i bierne prawo wyborcze przysługuje obywatelom Seszeli mającym ukończone 18 lat. 
Pierwszą kobietą wybraną do Zgromadzenia była Hilda Stevenson-Delhomme (wybory parlamentarne na Szeszelach w 1967 roku). 